# Masonería regular

El símbolo masónico.

Se denomina masonería regular a aquellas logias y miembros reconocidos a nivel nacional, internacional y mundial, de acuerdo con los parámetros de regularidad (masonería o masónica) que confieren los Grandes Orientes. Es (masón) regular, quien ha sido iniciado en una logia que cuenta con regularidad y reconocimiento de origen y participa activamente en ella. Mientras que una logia regular es aquella que cumple con todas las constituciones y reglamentos tanto internos como externos; debe estar debidamente instalada y autorizada legalmente mediante una carta patente otorgada por una Potencia Masónica regular. Y se le llama Potencia Masónica regular a todo Gran Oriente, Capítulo independiente o Supremo Consejo, con autoridad reconocida y considerada dentro de la regularidad masónica. ( Derecho Masónico ) 
No hay acuerdo entre todas las potencias masónicas acerca de los límites de la regularidad. En general, se acepta que, para que una logia o una corriente masónica sean regulares, debe mantenerse dentro de los límites impuestos por las antiguas normas, y cumpliendo las antiguas Constituciones de Anderson de la francmasonería especulativa moderna. 
Según la corriente promovida por la Gran Logia Unida de Inglaterra y la Confederación Masónica Interamericana (CMI) o las conservadoras Francesa, encabezadas por la Gran Logia de Francia y su esfera internacional de la Confederación Internacional de Grandes Logias Unidas (CIGLU), la regularidad masónica requeriría: 
- La obligatoriedad de la creencia en un ser supremo, generalmente denominado en la masonería "Gran Arquitecto del Universo" (G.'.A.'.D.'.U.'.), que puede ser cualquier divinidad o fuerza superior o universal, incluida la Naturaleza.[cita requerida]
- La obligatoriedad de la creencia de la inmortalidad del alma. [cita requerida]
- Ser varón. Muchos ritos no aceptan este requisito; véase, por ejemplo, el Rito Nacional Mexicano. [cita requerida]

Según la corriente promovida por el Gran Oriente de Francia y el CLIPSAS, la regularidad masónica de una logia está determinada por lo siguiente: [cita requerida]
- Ser reconocida por al menos tres potencias masónicas regulares y estar conformada al menos por siete maestros masones.

- Trabajar con un ritual utilizando las herramientas de la construcción.

- Reunirse en lugares cerrados y trabajar en los grados de aprendiz, compañero y maestro.
- No siguen los landmarks como guia del trabajo masónico.

La denominación no regular o irregular para la corriente anglosajona algunos la ven como injusta por el mero hecho que sean muy minoritaria en el mundo y con poco impacto, excepto en Francia , que son muy fuertes. 